# Каваклъ (квартал в Бейликдюзю)
„Каваклъ“ (на турски: Kavaklı) е квартал на Истанбул, разположен в градска околия Бейликдюзю. Общата му площ е 5,3 км2. Според данни на Адресната система за регистриране на населението (ABPRS) към 2024 г. населението на „Каваклъ“ е 63 026 жители.